# Marco Alexandre Saraiva da Silva
Marco Alexandre Saraiva da Silva (Lisboa, Portugal, 12 de julio de 1977) es un exfutbolista y entrenador. Actualmente es entrenador del Fulham de la Premier League de Inglaterra.
Jugó en una variedad de clubes portugueses y terminó su carrera con un período de seis años en Estoril. Los dirigió durante tres años antes de pasar una temporada como entrenador del Sporting de Lisboa, durante la cual el equipo ganó la Copa de Portugal. Luego trabajó en el extranjero, primero con el Olympiacos, donde ganó la Superliga de Grecia 2015-16. Pasó varios años en Inglaterra como entrenador del Hull City, Watford, Everton y Fulham.

## Carrera como futbolista
Se formó en las divisiones menores del Os Belenenses, con el cual debutó profesionalmente en 1996. En 1997 pasó a formar parte del Atlético CP y durante 1998 y 2001 defendió los colores del Clube Desportivo Trofense. Para 1999 fue cedido a préstamo por un año al SC Campomaiorense, en ese entonces de la Primera División de Portugal. 
Entre 2000 y 2005, jugó para clubes de segunda y tercera división. En Estoril jugó su último partido el 2 de enero de 2011, una derrota en casa por 1-0 ante el F.C. Penafiel en la fase de grupos de la Copa de la Liga. Silva se retiró en junio a la edad de 34 años, acumulando un total de 152 partidos y dos goles para tres clubes en la segunda división.

## Carrera como entrenador

### Estoril
El 10 de junio de 2011, inmediatamente después de retirarse, Silva fue nombrado director de fútbol en Estoril. Sin embargo, al comienzo de la temporada, reemplazó a Vinícius Eutrópio como entrenador, con el equipo de Cascais ocupando el décimo lugar en el segundo nivel. Su primer partido en el cargo fue una derrota por 3-1 ante el Penafiel y, después de perder solo tres partidos de 24, ayudó al club a regresar a la máxima categoría después de siete años, como campeones.
Silva hizo su debut en la primera división portuguesa el 17 de agosto de 2012, en una derrota a domicilio por 2-1 ante el SC Olhanense. Estoril finalizó en el quinto lugar en la tabla, con la clasificación posterior a la UEFA Europa League, también una primicia. Los puntos destacados incluyeron no perder ninguno de los juegos contra el Sporting de Lisboa (3-1 en casa, 2-2 fuera) y empatar 1-1 ante el Benfica.
El 23 de febrero de 2014, Estoril logró una primera victoria histórica en el Estadio do Dragão por 1-0, donde Silva fue expulsado a la mitad de la segunda parte, siendo la primera derrota en casa del FC Porto desde el 3-2 contra Leixões S.C. en 2008. Dejó su puesto el 12 de mayo, tras llevar a su equipo a la cuarta posición.

### Sporting de Lisboa
Silva acordó un contrato de cuatro años con el Sporting de Lisboa el 21 de mayo de 2014, reemplazando a Leonardo Jardim, quien se marchó al AS Monaco. Llevó al equipo al tercer lugar en la Primeira Liga, y también ganó la Copa de Portugal al vencer al Braga por 3-1 en los penaltis después de un empate 2-2 en el tiempo reglamentario; esta fue el primer título del club desde la Supercopa de Portugal 2008.
El 4 de junio de 2015, cuatro días después de ganar el trofeo, el Sporting anunció que Silva había sido despedido con justa causa, por no vestir su traje oficial en un partido de copa contra el F.C. Vizela. El despido fue necesario para que el presidente Bruno de Carvalho trajera a Jorge Jesús del Benfica, e incluía una cláusula que obligaba a Silva a pagarle al Sporting si se unía a otro equipo portugués.

### Olympiacos
El 8 de julio de 2015, Silva fue nombrado sucesor de su compatriota Vítor Pereira en el Olympiacos, firmando un contrato de dos años. Su primer partido competitivo ocurrió en la apertura de la temporada en la Superliga de Grecia, ganando 3-0 contra Panionios. El 16 de septiembre jugó su primer partido de la UEFA Champions League con su nuevo club, perdiendo 0-3 en casa ante el Bayern de Múnich en la fase de grupos.
Posteriormente, Silva guio al equipo a romper el récord de once victorias consecutivas en la liga desde la primera jornada, y también registró una victoria por 3-2 ante el Arsenal en la fase de grupos de la Champions League. La racha de victorias nacionales del equipo de El Pireo terminó en 17, un récord europeo en el siglo XXI, pero no obstante ganó el título de liga número N°43. El 23 de junio de 2016, dejaría su cargo alegando motivos personales.

### Hull City
El 5 de enero de 2017, Silva fue nombrado entrenador del Hull City hasta el final de la temporada, en sustitución de Mike Phelan, quien fue despedido con el equipo colista de la Premier League. Silva trajo a su propio cuerpo técnico, incluido el asistente João Pedro Sousa, el entrenador del primer equipo Gonçalo Pedro y el entrenador de porteros Hugo Oliveira.
Dos días después de su nombramiento, Silva llevó al equipo a una victoria por 2-0 sobre el Swansea City en la tercera ronda de la FA Cup. Su primer partido de liga a cargo también terminó con éxito, con una victoria por 3-1 sobre el Bournemouth el 14 de enero.
El 26 de enero de 2017, los dirigidos por Silva vencieron al Manchester United por 2-1 en las semifinales de la Copa de la Liga, lo que le dio al club su primera victoria sobre dicho oponente desde 1974. Sin embargo, debido a la victoria de este último por 2-0 en la ida, no pudieron avanzar a la final, pero el 4 de febrero venció al Liverpool por 2-0 en la Premier, lo que le dio al entrenador cuatro victorias de su primeros cuatro partidos en casa.
En marzo de 2017, Silva declaró que quería terminar el acuerdo de terreno compartido con el equipo de rugby Hull FC en el KCOM Stadium, ya que este último había jugado previamente y afectó la calidad de la cancha de su equipo el fin de semana. El 25 de mayo, tras el descenso del equipo, presentó su renuncia.

### Watford
El 27 de mayo de 2017, se confirmó que Silva se uniría al club Watford de la Premier League como entrenador con un contrato de dos años. Después de un buen comienzo de temporada, fue rastreado para el puesto vacante de entrenador en el Everton durante el mes de noviembre. Durante este período y en los dos meses siguientes, las actuaciones del equipo se volvieron cada vez más pobres (cinco puntos de 30 en diez partidos de la Premier), y los fanáticos citaron su pérdida de concentración como un riesgo de descenso.
Silva fue despedido el 21 de enero de 2018, y el club citó el "enfoque injustificado de un rival de la Premier League" que causó un "deterioro significativo tanto en el enfoque como en los resultados hasta el punto en que el futuro a largo plazo de Watford FC se ha puesto en peligro". En febrero, el Everton acordó pagar £4 millones en compensación en respuesta a este reclamo.

### Everton
Silva fue confirmado como técnico del Everton el 31 de mayo de 2018, con un contrato de tres años. El 21 de abril de 2019, guio a su equipo a una victoria por 4-0 sobre el Manchester United, lo que la convierte en la mayor victoria de los Toffees sobre ellos en todas las competiciones desde la victoria por 5-0 en octubre de 1984. Su primera temporada en Goodison Park terminó con un octavo lugar, la misma posición que lograron con Sam Allardyce un año antes.
El 5 de diciembre de 2019, un día después de perder el Derbi de Merseyside contra el Liverpool por 5-2 y caer al 18.º puesto de la clasificación, el club anunció su destitución.

### Fulham
El 1 de julio de 2021, Silva fue nombrado entrenador del Fulham, club del Championship recientemente relegado, con un contrato de tres años, después de que Scott Parker renunciara para unirse al Bournemouth. Después de obtener 13 puntos de 15 posibles en los primeros cinco partidos de la temporada, ganó el premio al Entrenador del Mes de agosto. En enero de 2022, el equipo anotó 19 goles en tres partidos, lo que lo convirtió en el primer equipo inglés desde el Chester City en 1933 en marcar seis veces o más en tres partidos consecutivos; como resultado, obtuvo otro galardón mensual. El 19 de abril, el equipo aseguró un regreso inmediato a la Premier League después de una victoria por 3-0 sobre el Preston North End, confirmando el título de liga dos semanas después de vencer al Luton Town por 7-0 y totalizar 106 goles, el mejor registro de la competencia después de las 108 anotaciones del Manchester City en la temporada 2001-02.
El 29 de marzo de 2023, se disculpó tras ser expulsado por conducta indebida durante una derrota por 3-1 en la FA Cup ante el Manchester United el 19 de marzo, después de que uno de sus jugadores, Willian, fuera expulsado tras una mano. El 4 de abril recibió dos partidos de sanción por su reacción y conducta que provocó su expulsión durante el partido.

## Estadísticas como entrenador
| Equipo               | Div.                | Temporada           | Liga | Liga | Liga | Liga | Liga |    | Copa | Copa | Copa | Copa |   | Internacional | Internacional | Internacional | Internacional | Internacional |   | Otros | Otros | Otros | Otros |     | Totales     | Totales | Totales | Totales | Totales | Totales | Totales | Totales |
| Equipo               | Div.                | Temporada           | PD   | G    | E    | P    | Pos. | PD | G    | E    | P    | PD   | G | E             | P             | Pos.          | PD            | G             | E | P     | PD    | G     | E     | P   | Rendimiento | GF      | GC      | Dif.    |         |         |         |         |
| -------------------- | ------------------- | ------------------- | ---- | ---- | ---- | ---- | ---- | -- | ---- | ---- | ---- | ---- | - | ------------- | ------------- | ------------- | ------------- | ------------- | - | ----- | ----- | ----- | ----- | --- | ----------- | ------- | ------- | ------- | ------- | ------- | ------- | ------- |
| Estoril Portugal     | 2.ª                 | 2011-12             | 25   | 15   | 6    | 4    | 1.º  | 8  | 3    | 2    | 3    | -    | - | -             | -             | -             | -             | -             | - | -     | 33    | 18    | 8     | 7   | 62.63%      | 49      | 29      | +20     |         |         |         |         |
| Estoril Portugal     | 1.ª                 | 2012-13             | 30   | 13   | 6    | 11   | 5.º  | 6  | 1    | 3    | 2    | -    | - | -             | -             | -             | -             | -             | - | -     | 36    | 14    | 9     | 13  | 47.22%      | 52      | 43      | +9      |         |         |         |         |
| Estoril Portugal     | 1.ª                 | 2013-14             | 30   | 15   | 9    | 6    | 4.º  | 7  | 4    | 1    | 2    | 10   | 3 | 4             | 3             | FG            | -             | -             | - | -     | 47    | 22    | 14    | 11  | 56.74%      | 66      | 42      | +24     |         |         |         |         |
| Estoril Portugal     | Total               | Total               | 85   | 43   | 21   | 21   | -    | 21 | 8    | 6    | 7    | 10   | 3 | 4             | 3             | -             | -             | -             | - | -     | 116   | 54    | 31    | 31  | 55.46%      | 167     | 114     | +53     |         |         |         |         |
| Sporting CP Portugal | 1.ª                 | 2014-15             | 34   | 22   | 10   | 2    | 3.º  | 11 | 7    | 3    | 1    | 8    | 2 | 2             | 4             | 1/16          | -             | -             | - | -     | 53    | 31    | 15    | 7   | 67.92%      | 105     | 54      | +51     |         |         |         |         |
| Sporting CP Portugal | Total               | Total               | 34   | 22   | 10   | 2    | -    | 11 | 7    | 3    | 1    | 8    | 2 | 2             | 4             | -             | -             | -             | - | -     | 53    | 31    | 15    | 7   | 67.92%      | 105     | 54      | +51     |         |         |         |         |
| Olympiacos · Grecia  | 1.ª                 | 2015-16             | 30   | 28   | 1    | 1    | 1.º  | 10 | 7    | 2    | 1    | 8    | 3 | 0             | 5             | 1/16          | -             | -             | - | -     | 48    | 38    | 3     | 7   | 81.25%      | 119     | 39      | +80     |         |         |         |         |
| Olympiacos · Grecia  | Total               | Total               | 30   | 28   | 1    | 1    | -    | 10 | 7    | 2    | 1    | 8    | 3 | 0             | 5             | -             | -             | -             | - | -     | 48    | 38    | 3     | 7   | 81.25%      | 119     | 39      | +80     |         |         |         |         |
| Hull City Inglaterra | 1.ª                 | 2016-17             | 18   | 6    | 3    | 9    | 18.º | 4  | 2    | 0    | 2    | -    | - | -             | -             | -             | -             | -             | - | -     | 22    | 8     | 3     | 11  | 40.91%      | 25      | 43      | -18     |         |         |         |         |
| Hull City Inglaterra | Total               | Total               | 18   | 6    | 3    | 9    | -    | 4  | 2    | 0    | 2    | -    | - | -             | -             | -             | -             | -             | - | -     | 22    | 8     | 3     | 11  | 40.91%      | 25      | 43      | -18     |         |         |         |         |
| Watford Inglaterra   | 1.ª                 | 2017-18             | 24   | 7    | 5    | 12   | Inc. | 2  | 1    | 0    | 1    | -    | - | -             | -             | -             | -             | -             | - | -     | 26    | 8     | 5     | 13  | 37.18%      | 38      | 47      | -9      |         |         |         |         |
| Watford Inglaterra   | Total               | Total               | 24   | 7    | 5    | 12   | -    | 2  | 1    | 0    | 1    | -    | - | -             | -             | -             | -             | -             | - | -     | 26    | 8     | 5     | 13  | 37.18%      | 38      | 47      | -9      |         |         |         |         |
| Everton Inglaterra   | 1.ª                 | 2018-19             | 38   | 15   | 9    | 14   | 8.º  | 4  | 2    | 1    | 1    | -    | - | -             | -             | -             | -             | -             | - | -     | 42    | 17    | 10    | 15  | 48.42%      | 62      | 52      | +10     |         |         |         |         |
| Everton Inglaterra   | 1.ª                 | 2019-20             | 15   | 4    | 2    | 9    | Inc. | 3  | 3    | 0    | 0    | -    | - | -             | -             | -             | -             | -             | - | -     | 18    | 7     | 2     | 9   | 42.59%      | 24      | 29      | -5      |         |         |         |         |
| Everton Inglaterra   | Total               | Total               | 53   | 19   | 11   | 23   | -    | 7  | 5    | 1    | 1    | -    | - | -             | -             | -             | -             | -             | - | -     | 60    | 24    | 12    | 24  | 46.67%      | 86      | 81      | +5      |         |         |         |         |
| Fulham Inglaterra    | 2.ª                 | 2021-22             | 46   | 27   | 9    | 10   | 1.º  | 4  | 2    | 1    | 1    | -    | - | -             | -             | -             | -             | -             | - | -     | 50    | 29    | 10    | 11  | 64.67%      | 110     | 47      | +63     |         |         |         |         |
| Fulham Inglaterra    | 1.ª                 | 2022-23             | 38   | 15   | 7    | 16   | 10.º | 6  | 3    | 1    | 2    | -    | - | -             | -             | -             | -             | -             | - | -     | 44    | 18    | 8     | 18  | 46.97%      | 64      | 61      | +3      |         |         |         |         |
| Fulham Inglaterra    | 1.ª                 | 2023-24             | 38   | 13   | 8    | 17   | 13.º | 8  | 3    | 3    | 2    | -    | - | -             | -             | -             | -             | -             | - | -     | 46    | 16    | 11    | 19  | 42.75%      | 65      | 70      | -5      |         |         |         |         |
| Fulham Inglaterra    | 1.ª                 | 2024-25             | 38   | 15   | 9    | 14   | 11.º | 6  | 3    | 2    | 1    | -    | - | -             | -             | -             | -             | -             | - | -     | 44    | 18    | 11    | 15  | 49.24%      | 64      | 61      | +3      |         |         |         |         |
| Fulham Inglaterra    | 1.ª                 | 2025-26             | 1    | 0    | 1    | 0    | -    | 0  | 0    | 0    | 0    | -    | - | -             | -             | -             | -             | -             | - | -     | 1     | 0     | 1     | 0   | 33.33%      | 1       | 1       | +0      |         |         |         |         |
| Fulham Inglaterra    | Total               | Total               | 161  | 70   | 34   | 57   | -    | 24 | 11   | 7    | 6    | -    | - | -             | -             | -             | -             | -             | - | -     | 185   | 81    | 41    | 63  | 51.17%      | 304     | 240     | +64     |         |         |         |         |
| Total en su carrera  | Total en su carrera | Total en su carrera | 405  | 195  | 85   | 125  | -    | 79 | 41   | 19   | 19   | 26   | 8 | 6             | 12            | -             | -             | -             | - | -     | 510   | 244   | 110   | 156 | 55.03%      | 844     | 618     | +226    |         |         |         |         |
| 1. 2.                |                     |                     |      |      |      |      |      |    |      |      |      |      |   |               |               |               |               |               |   |       |       |       |       |     |             |         |         |         |         |         |         |         |

### Resumen por competiciones
| Competición                  | Partidos | Ganados | Empatados | Perdidos | %      | Resultado              |
| ---------------------------- | -------- | ------- | --------- | -------- | ------ | ---------------------- |
| Segunda División de Portugal | 25       | 15      | 6         | 4        | 68%    | Campeón                |
| Primeira Liga                | 94       | 50      | 25        | 19       | 62.06% | 3.er lugar             |
| Copa de Portugal             | 15       | 10      | 3         | 2        | 73.34% | Campeón                |
| Copa de la Liga de Portugal  | 17       | 5       | 6         | 6        | 41.17% | Fase de grupos         |
| Superliga de Grecia          | 30       | 28      | 1         | 1        | 94.44% | Campeón                |
| Copa de Grecia               | 10       | 7       | 2         | 1        | 76.67% | Subcampeón             |
| EFL Championship             | 46       | 27      | 9         | 10       | 65.22% | Campeón                |
| Premier League               | 210      | 75      | 44        | 91       | 42.69% | 8.º lugar              |
| FA Cup                       | 18       | 10      | 2         | 6        | 59.26% | Cuartos de final       |
| EFL Cup                      | 19       | 9       | 6         | 4        | 57.9%  | Semifinales            |
| Liga de Campeones de la UEFA | 12       | 5       | 1         | 6        | 44.45% | Fase de grupos         |
| Liga Europea de la UEFA      | 14       | 3       | 5         | 6        | 33.33% | Dieciseisavos de final |
| TOTAL                        | 510      | 244     | 110       | 156      | 55.03% | 4 Títulos              |

## Palmarés

### Como entrenador
| Título              | Club               | País       | Año     |
| ------------------- | ------------------ | ---------- | ------- |
| Liga Portugal 2     | Estoril            | Portugal   | 2011-12 |
| Copa de Portugal    | Sporting de Lisboa | Portugal   | 2014-15 |
| Superliga de Grecia | Olympiacos         | Grecia     | 2015-16 |
| EFL Championship    | Fulham             | Inglaterra | 2021-22 |